# 人間プログラム
『人間プログラム』（にんげんプログラム）は、THE BACK HORNのメジャー・デビュー後、1枚目のフルアルバム。2001年10月17日にCCCDで発売。2005年8月24日にCDｰDAで再発された。

## 概要
メジャー・デビュー直前に初代ベーシストの平林直己が脱退しているため、数曲のベースをボーカルの山田将司が担当した他、サポート・ベーシストに井上富雄を招聘して制作された。

## 収録曲
全作詞・作曲・編曲：THE BACK HORN
1. 幾千光年の孤独
  - MVはライブ映像を使用。
  - ベスト『BEST THE BACK HORN』にも収録。
2. セレナーデ
3. サニー
  - 1stシングル。
4. 8月の秘密
5. 水槽
  - アルバムの中で一番暗い曲だったため仮タイトルは「くらいやつ」だった。
6. ミスターワールド
  - 2ndシングルc/w。
7. ひょうひょうと
8. アカイヤミ
  - 菅波栄純の監督したMVが制作されている。
9. 雨
10. 空、星、海の夜
  - 2ndシングル。
11. 夕焼けマーチ

## 演奏
- 山田将司
  - Vocal
  - Bass (#2.4.8.10.11)
- 菅波栄純：Guitar
- 松田晋二：Drums
- 井上富雄：Bass (#1.5.6.7.9)
- 平林直己：Bass (#3)
- もろこし楽団 (#11)
  - TOMO & FUWA：笛
  - YASUI：鉄琴
  - RYO：シンバル
  - B.I.G.：大太鼓
  - 遠藤仁平：もろこしギロ
  - 杉浦哲郎：マラカス
  - 前沢塁：ピアニカ
  - 本田祐也：祈り
  - 石川かつ子：オルガン
  - 山田将司：トランペット
  - 菅波栄純：鳥笛
  - 松田晋二：タンバリン